# Mauro Boselli (calciatore)
Mauro Boselli (Buenos Aires, 22 maggio 1985) è un ex calciatore argentino, di ruolo attaccante.

## Carriera

### Club
Cresciuto nelle giovanili del Boca Juniors, debutta in campionato il 6 luglio 2003 in Rosario Central-Boca Juniors (7-2). Nel 2005 viene ceduto in prestito in Spagna al Málaga B, tornando al Boca Juniors a fine anno. In due anni colleziona 33 presenze e 8 gol, quindi nel 2008 viene ceduto all'Estudiantes. Con il club platense vince la Coppa Libertadores 2009, risultando, con 8 gol, il capocannoniere del torneo.
Il 29 giugno 2010 approda in Premier League, acquistato dal Wigan Athletic. Fa il suo esordio contro il Blackpool alla prima giornata, nella sconfitta per 4-0. Trova il suo primo gol inglese il 26 ottobre seguente, in una gara contro lo Swansea City valida per la Coppa di Lega. Tuttavia, il giocatore argentino faticherà molto a rientrare nelle gerarchie dei Latics, venendo utilizzato con il contagocce durante i primi mesi di stagione.
Il 13 gennaio 2011 si trasferisce alla società italiana del Genoa in prestito con diritto di riscatto. Esordisce in Serie A il 6 marzo in trasferta contro l'Inter: entra negli ultimi finali e trova anche il primo gol nella sconfitta per 5-2. L'8 maggio successivo, in occasione del Derby della Lanterna numero 104, segna al 96' il gol del definitivo 2-1 per i Grifoni, contribuendo alla retrocessione in Serie B della Sampdoria. Al termine della stagione, dopo 7 presenze e 2 gol, non viene esercitato il diritto di riscatto da parte del club ligure e il giocatore torna al Wigan.
Il 19 luglio l'Estudiantes annuncia di aver raggiunto l'intesa con il Wigan per il ritorno del calciatore in prestito per un anno. Durante la sua annata di ritorno il giocatore sarà protagonista di un campionato sopra le aspettative, laureandosi capocannoniere della squadra con 11 reti.
Dopo 29 presenze e 5 reti in Argentina, torna al Wigan, con cui gioca la prima parte della stagione 2012-2013. Colleziona 7 presenze in campionato, di cui una da titolare chiusa anzitempo per sostituzione, mentre viene schierato nell'undici iniziale nelle coppe, disputando 3 incontri nella League Cup e 2 nella FA Cup; il 26 gennaio, in vista dell'imminente cessione, non è stato convocato per la terza partita di FA Cup.
Il 28 gennaio 2013 torna in Italia trasferendosi al Palermo in prestito oneroso (250.000 euro) con diritto di riscatto fissato a 3 milioni di euro. Esordisce con la maglia del Palermo il 3 febbraio seguente, giocando titolare in Palermo-Atalanta (1-2) della 23ª giornata sotto la guida tecnica di Gian Piero Gasperini. Gioca anche le cinque partite successive in cui l'allenatore è stato Alberto Malesani, prima sostituto di Gasperini e poi sostituito dallo stesso allenatore; con Giuseppe Sannino, invece, allenatore del finale di stagione, gioca solo una partita. L'annata si conclude con la retrocessione dei rosanero, sancita il 12 maggio 2013 dalla sconfitta esterna per 1-0 contro la Fiorentina della 37ª giornata.
Il 29 maggio 2013 passa a titolo definitivo al León, club militante in Primera División messicana. Esordisce il 21 luglio successivo, quindi quattro giorni dopo segna una doppietta mentre il 10 novembre è autore di quattro gol nella partita vinta per 5-0 in casa contro il Tijuana. Al termine del campionato di Apertura 2013 il León si laurea campione nazionale battendo nella doppia finale l'América e Boselli, a segno in entrambe le partite, vince la classifica dei marcatori. Nel 2018, Boselli raggiunge la soglia delle 200 reti in carriera.
Nel gennaio 2019 si trasferisce a titolo definitivo al Corinthians. Debutta ufficialmente con i brasiliani il 26 gennaio seguente in una gara valida per il Campionato Paulista vinta per 1-0 contro il Ponte Preta. Il 24 febbraio mette a segno la sua prima rete con il club in una gara contro il Botafogo. A fine stagione, il giocatore riesce a vincere il Campionato Paulista 2019 siglando 8 reti in 26 presenze totali. L'annata seguente, il giocatore verrà messo fuori rosa dal tecnico Vágner Mancini dati i nuovi acquisti insidiatosi nel suo ruolo, venendo tuttavia riammesso in squadra circa due mesi dopo. Nel dicembre 2020 annuncia il suo addio al club dopo aver messo assieme un totale di 67 presenze e 16 reti.
Il 12 gennaio 2021 viene ufficializzato il suo passaggio a titolo gratuito al Cerro Porteño, militante nella División Profesional. Debutta con il club rossoblù il 7 febbraio 2021 in una gara vinta in casa del Sol de América (1-3). Già alla giornata successiva, l'argentino riesce a trovare il suo primo gol, in una gara contro lo Sportivo Luqueño (1-0). Nel settembre dello stesso anno, il giocatore si vide costretto a tornare in Argentina per via del decesso di sua madre, tutto ciò tramite un permesso concesso dal club. Poco dopo, il club paraguaiano decide di rinnovare il contratto del giocatore per un ulteriore anno, già assicurato da parecchio tempo visto che nel contratto del giocatore era inserita una clausola che prevedeva un'estensione di contratto in caso di raggiungimento di un determinato numero di presenze. Il 10 dicembre annuncia la rescissione del contratto con il club.
Poco dopo la sua rescissione con i paraguaiani, viene ufficializzato il suo ritorno all'Estudiantes a decorrere dal gennaio 2022. Il 13 febbraio 2022 sarà subito decisivo mettendo a segno una rete fondamentale per la propria squadra, che riuscirà a battere l'Independiente in casa per 2-1, mentre poco meno di due mesi dopo metterà a segno una tripletta ai danni del Central Córdoba. Tuttavia, dopo aver concluso l'annata 2022 totalizzando 44 presenze e mettendo a segno 18 reti, il 16 dicembre rinnova il proprio contratto di un ulteriore anno. Il 3 novembre 2023, dopo aver concluso la stagione con la vittoria del campionato, annuncia il proprio ritiro dalle attività agonistiche.

### Nazionale
Ha fatto il suo esordio con la nazionale argentina il 1º ottobre 2009, durante l'amichevole vinta per 2-0 contro il Ghana.

## Statistiche

### Presenze e reti nei club
Statistiche aggiornate al 22 ottobre 2022.
| Stagione            | Squadra             | Campionato          | Campionato | Campionato | Coppe nazionali | Coppe nazionali | Coppe nazionali | Coppe continentali | Coppe continentali | Coppe continentali | Altre coppe | Altre coppe | Altre coppe | Totale | Totale |
| Stagione            | Squadra             | Comp                | Pres       | Reti       | Comp            | Pres            | Reti            | Comp               | Pres               | Reti               | Comp        | Pres        | Reti        | Pres   | Reti   |
| ------------------- | ------------------- | ------------------- | ---------- | ---------- | --------------- | --------------- | --------------- | ------------------ | ------------------ | ------------------ | ----------- | ----------- | ----------- | ------ | ------ |
| 2003-2004           | Boca Juniors        | PD                  | 1          | 0          | -               | -               | -               | CS                 | 1                  | 0                  | -           | -           | -           | 2      | 0      |
| 2004-2005           | Boca Juniors        | PD                  | 10         | 2          | -               | -               | -               | -                  | -                  | -                  | -           | -           | -           | 10     | 2      |
| 2005-2006           | Málaga B            | SD                  | 32         | 5          | -               | -               | -               | -                  | -                  | -                  | -           | -           | -           | 32     | 5      |
| 2006-2007           | Boca Juniors        | PD                  | 12         | 4          | -               | -               | -               | CS+CL+CS           | 1+7+2              | 0+1+0              | -           | -           | -           | 22     | 5      |
| 2007-2008           | Boca Juniors        | PD                  | 21         | 4          | -               | -               | -               | CL                 | 3                  | 0                  | Cmc         | 1           | 0           | 25     | 4      |
| Totale Boca Juniors | Totale Boca Juniors | Totale Boca Juniors | 44         | 10         |                 | -               | -               |                    | 14                 | 1                  |             | 1           | 0           | 59     | 11     |
| 2008-2009           | Estudiantes (LP)    | PD                  | 25         | 10         | -               | -               | -               | CS+CL              | 10+15              | 4+8                | -           | -           | -           | 50     | 22     |
| 2009-2010           | Estudiantes (LP)    | PD                  | 31         | 22         | -               | -               | -               | CL                 | 9                  | 4                  | Cmc         | 2           | 1           | 42     | 27     |
| 2010-gen. 2011      | Wigan               | PL                  | 8          | 0          | FACup+CdL       | 0+4             | 1               | -                  | -                  | -                  | -           | -           | -           | 12     | 1      |
| gen.-giu. 2011      | Genoa               | A                   | 7          | 2          | CI              | -               | -               | -                  | -                  | -                  | -           | -           | -           | 7      | 2      |
| 2011-2012           | Estudiantes (LP)    | PD                  | 29         | 11         | CA              | 1               | 0               | CS                 | 2                  | 0                  | -           | -           | -           | 32     | 11     |
| 2012-gen. 2013      | Wigan               | PL                  | 7          | 0          | FACup+CdL       | 2+3             | 1+3             | -                  | -                  | -                  | -           | -           | -           | 12     | 4      |
| Totale Wigan        | Totale Wigan        | Totale Wigan        | 15         | 0          |                 | 9               | 5               |                    | -                  | -                  |             | -           | -           | 24     | 5      |
| gen.-giu. 2013      | Palermo             | A                   | 8          | 0          | CI              | -               | -               | -                  | -                  | -                  | -           | -           | -           | 8      | 0      |
| 2013-2014           | León                | PD                  | 27+12      | 14+7       | CM              | 1               | 2               | CL                 | 7                  | 4                  | -           | -           | -           | 47     | 27     |
| 2014-2015           | León                | PD                  | 26         | 15         | -               | -               | -               | CCL                | 2                  | 1                  | -           | -           | -           | 28     | 16     |
| 2015-2016           | León                | PD                  | 29+5       | 22+1       | CM              | 6               | 3               | -                  | -                  | -                  | -           | -           | -           | 40     | 26     |
| 2016-2017           | León                | PD                  | 32+4       | 17+2       | CM              | 7               | 4               | -                  | -                  | -                  | -           | -           | -           | 43     | 23     |
| 2017-2018           | León                | PD                  | 32+2       | 20+1       | CM              | 7               | 8               | -                  | -                  | -                  | -           | -           | -           | 41     | 29     |
| 2018-gen. 2019      | León                | PD                  | 17         | 6          | CM              | 5               | 3               | -                  | -                  | -                  | -           | -           | -           | 22     | 9      |
| Totale León         | Totale León         | Totale León         | 163+23     | 94+11      |                 | 26              | 20              |                    | 9                  | 5                  |             | -           | -           | 221    | 130    |
| 2019                | Corinthians         | A1/SP+A             | 11+22      | 1+7        | CB              | 8               | 1               | CS                 | 4                  | 1                  | -           | -           | -           | 45     | 10     |
| 2020                | Corinthians         | A1/SP+A             | 11+8       | 5+0        | CB              | 1               | 0               | CL                 | 2                  | 1                  | -           | -           | -           | 22     | 6      |
| Totale Corinthians  | Totale Corinthians  | Totale Corinthians  | 22+30      | 6+7        |                 | 9               | 1               |                    | 6                  | 2                  |             | -           | -           | 67     | 16     |
| 2021                | Cerro Porteño       | PD                  | 31         | 11         | -               | -               | -               | CL                 | 8                  | 0                  | -           | -           | -           | 39     | 11     |
| 2022                | Estudiantes (LP)    | PD                  | 22         | 7          | CA+CdL          | 0+11            | 10              | CL                 | 11                 | 1                  | -           | -           | -           | 44     | 18     |
| Totale Estudiantes  | Totale Estudiantes  | Totale Estudiantes  | 107        | 50         |                 | 12              | 10              |                    | 47                 | 17                 |             | 2           | 1           | 168    | 78     |
| Totale carriera     | Totale carriera     | Totale carriera     | 482        | 196        |                 | 56              | 36              |                    | 84                 | 25                 |             | 3           | 1           | 625    | 258    |

### Presenze e reti in nazionale
| Cronologia completa delle presenze e delle reti in nazionale ― Argentina | Cronologia completa delle presenze e delle reti in nazionale ― Argentina | Cronologia completa delle presenze e delle reti in nazionale ― Argentina | Cronologia completa delle presenze e delle reti in nazionale ― Argentina | Cronologia completa delle presenze e delle reti in nazionale ― Argentina | Cronologia completa delle presenze e delle reti in nazionale ― Argentina | Cronologia completa delle presenze e delle reti in nazionale ― Argentina | Cronologia completa delle presenze e delle reti in nazionale ― Argentina |
| Data                                                                     | Città                                                                    | In casa                                                                  | Risultato                                                                | Ospiti                                                                   | Competizione                                                             | Reti                                                                     | Note                                                                     |
| ------------------------------------------------------------------------ | ------------------------------------------------------------------------ | ------------------------------------------------------------------------ | ------------------------------------------------------------------------ | ------------------------------------------------------------------------ | ------------------------------------------------------------------------ | ------------------------------------------------------------------------ | ------------------------------------------------------------------------ |
| 1-10-2009                                                                | Córdoba                                                                  | Argentina                                                                | 2 – 0                                                                    | Ghana                                                                    | Amichevole                                                               | -                                                                        |                                                                          |
| 27-1-2010                                                                | San Juan                                                                 | Argentina                                                                | 4 – 2                                                                    | Costa Rica                                                               | Amichevole                                                               | -                                                                        |                                                                          |
| 1-6-2011                                                                 | Abuja                                                                    | Nigeria                                                                  | 4 – 1                                                                    | Argentina                                                                | Amichevole                                                               | 1                                                                        |                                                                          |
| 14-9-2011                                                                | Córdoba                                                                  | Argentina                                                                | 0 – 0                                                                    | Brasile                                                                  | Superclásico de las Américas 2011                                        | -                                                                        |                                                                          |
| Totale                                                                   |                                                                          | Presenze                                                                 | 4                                                                        |                                                                          | Reti                                                                     | 1                                                                        |                                                                          |

## Palmarès

### Club

#### Competizioni statali
- Campionato paulista: 1

Corinthians: 2019

#### Competizioni nazionali
- Campionato argentino: 2

Boca Juniors: 2003
Estudiantes: 2010
- Campionato messicano: 2

León: 2013, 2014
- Copa Argentina: 1

Estudiantes: 2023

#### Competizioni internazionali
- Coppa Intercontinentale: 1

Boca Juniors: 2003
- Copa Sudamericana: 1

Boca Juniors: 2004
- Recopa Sudamericana: 1

Boca Juniors: 2006
- Coppa Libertadores: 2

Boca Juniors: 2007
Estudiantes: 2009

### Individuali
- Capocannoniere della Copa Libertadores: 1

2009 (8 gol)
- Capocannoniere della Primera División: 1

2010 (13 gol)
- Capocannoniere della Liga MX: 1

2013 (16 gol)
- Capocannoniere della Copa de la Liga Profesional: 1

2022 (10 gol)